# Pseudanophthalmus emersoni
Pseudanophthalmus emersoni är en skalbaggsart som beskrevs av Krekeler. Pseudanophthalmus emersoni ingår i släktet Pseudanophthalmus och familjen jordlöpare. Inga underarter finns listade i Catalogue of Life.